# 圣旺德曼布雷
圣旺德曼布雷（法語：Saint-Ouen-de-Mimbré，法語發音：[sɛ̃.t‿wɛ̃ də mɛ̃bʁe]）是法国萨尔特省的一个市镇，位于该省北部，属于马梅尔斯区，是一个典型的法国农业市镇。

## 地理
圣旺德曼布雷（48°17'34"N, 0°2'53"E）面积10.63 平方千米，位于法国卢瓦尔河地区大区萨尔特省，该省份为法国西北部内陆省份，北起顺时针与奥恩省、厄尔-卢瓦省、卢瓦-谢尔省、安德尔-卢瓦尔省、曼恩-卢瓦尔省和马耶讷省接壤，是法国大西部的入口，连接卢瓦尔河谷、布列塔尼和巴黎盆地。
与圣旺德曼布雷接壤的市镇（或旧市镇、城区）包括：阿塞勒布瓦讷、菲耶、圣欧班德洛克奈、萨尔特河畔弗雷奈。
圣旺德曼布雷的时区为UTC+01:00、UTC+02:00（夏令时）。

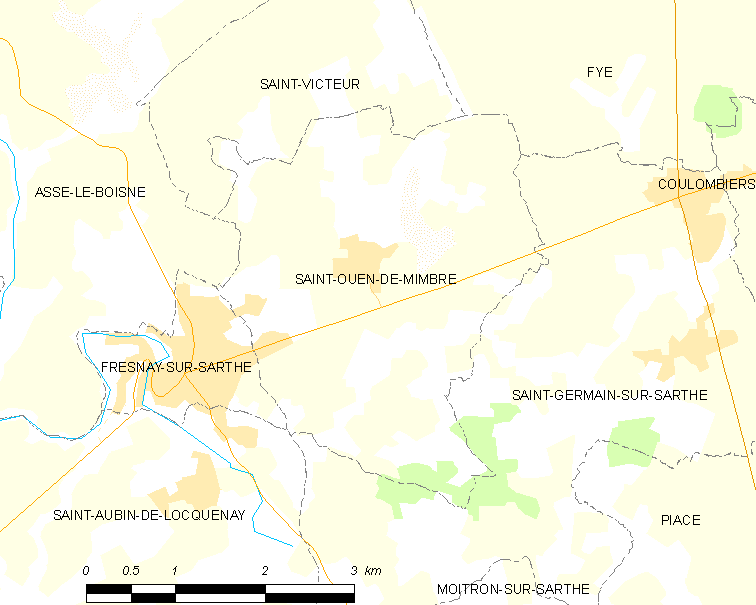
圣旺德曼布雷的OSM定位图

## 行政
圣旺德曼布雷的邮政编码为72130，INSEE市镇编码为72305。

## 政治
圣旺德曼布雷所属的省级选区为锡耶勒纪尧姆县。

## 人口

1962-2008年间圣旺德曼布雷人口变化图示

圣旺德曼布雷于2022年1月1日时的人口数量为914人。